# RKB電台
RKB電台（日语：RKBラジオ、アールケービーラジオ）是RKB毎日放送運營的AM廣播部門，也是JRN聯播網的成員。RKB電台實施全天24小時播出，在2011年4月22日開始加入radiko服務。RKB電台和MBS媒體控股旗下的MBS電台之間有資本關係。

## 外部連結
- RKBラジオ （页面存档备份，存于）
- 聴いててよかったRKBラジオ的X（前Twitter）
- 聴いててよかった RKBラジオ的Facebook專頁
- RKBラジオ公式Instagram的Instagram帳戶
- YouTube上的RKBラジオ公式チャンネル頻道